# Carlos Alberto Montaner
Carlos Alberto Montaner (L'Avana, 3 aprile 1943 – Madrid, 30 giugno 2023) è stato uno scrittore e giornalista cubano.

## Biografia
Crebbe a L'Avana nella zona nota come La Habana Vieja. Studiò nell'Istituto de Vedado dell'Avana.
Figlio di una professoressa e giornalista all'età di 14 anni conobbe quella che sarebbe poi stata la sua consorte mentre con suo padre stava in una specie di club sociale dell'Avana installando un rudimentale esplosivo collocato per i rivoltosi e cercò di aiutare una ragazzina della sua età che piangeva sconsolatamente insieme ai fratelli più piccoli. Due anni dopo Carlo Alberto e Linda si sposarono.
Appoggiò la Rivoluzione cubana nel 1959 quando depose Fulgencio Batista.

### L'arresto e la fuga
Il 26 dicembre 1960 fu arrestato all'Avana insieme ad altre 17 persone, accusate dal governo cubano di aver compiuto una serie di attentati terroristici nella capitale, in accordo con la CIA. In un nuovo articolo del 2008, il giornalista Jean-Guy Alalrd, facendo riferimento ad alcune notizie uscite sul New York Times, ha nuovamente indicato Montaner come membro delle Unità Militari Cubane dell'US Army - organizzate dalla CIA agli inizi degli '60 e di cui faceva parte anche Luis Posada Carriles - e come membro del Fronte Rivoluzionario Democratico (FRD), "organizzazione controrivoluzionaria subordinata alla CIA e che Tony Varona dirigeva dalla Florida". Nella sua abitazione sarebbe stato trovato l'occorrente per costruire ordigni incendiari. Condannato a venti anni di carcere, riuscì ad evadere dalla prigione e, tramite il salvacondotto ottenuto in un'ambasciata latinoamericana, a rifugiarsi negli USA, con l'aiuto della CIA.

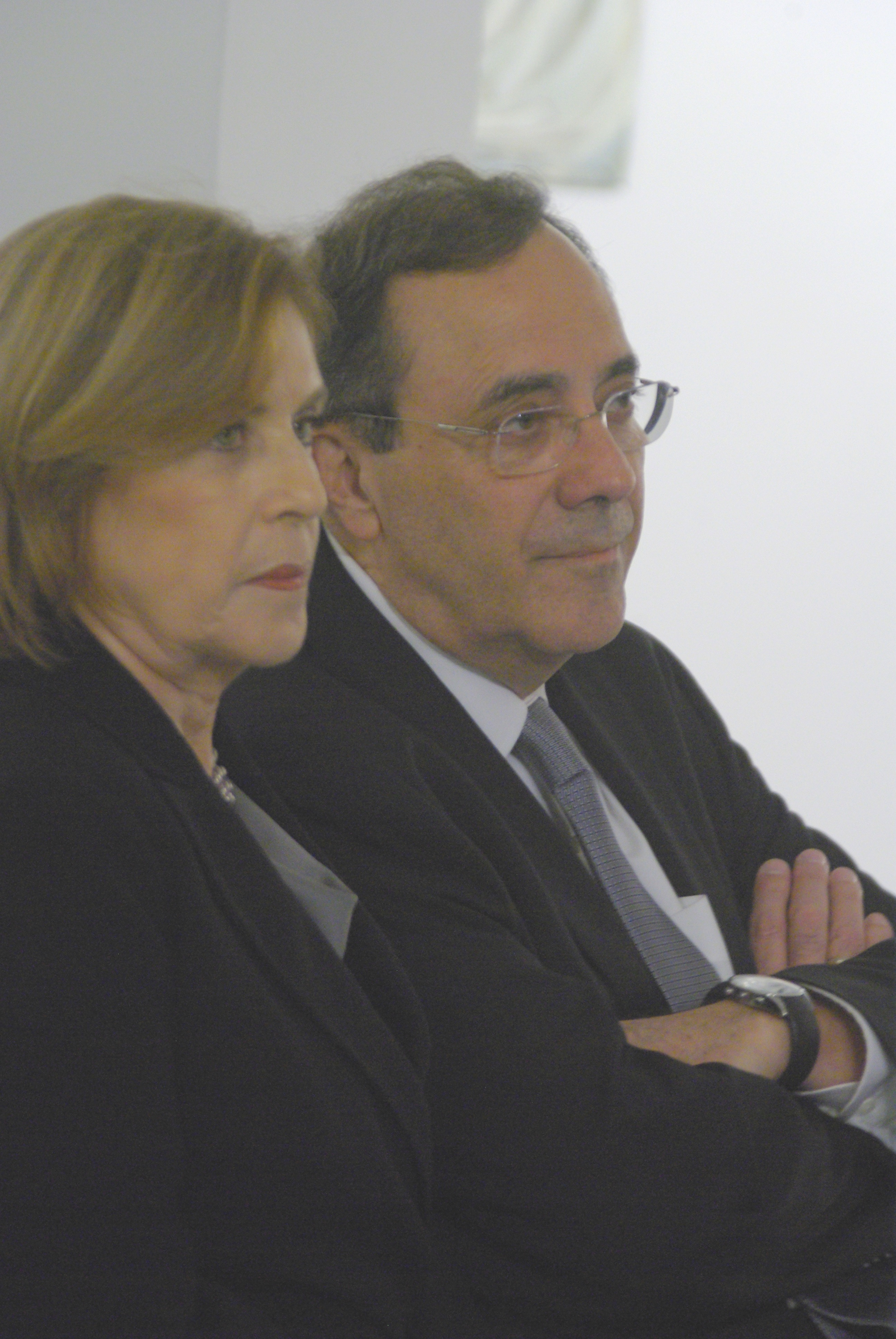
Montaner con sua moglie Linda a Miami, 2011

Quando, nel 2005, queste circostanze sono state riportate all'attenzione dell'opinione pubblica, Montaner, in un articolo, ha affermato di essere stato arrestato, nel dicembre 1960, insieme ad altre tre persone per "cospirazione contro i poteri dello stato", ma ha negato qualsiasi coinvolgimento in attentati terroristici e qualsiasi attività di collaborazione con la CIA, anche se ha ammesso che, al momento dell'arresto, aveva iniziato ad aiutare la guerriglia che, nell'Escambray, si stava opponendo al consolidamento della "dittatura comunista a Cuba". Nel 2006, Montaner ha ribadito di che nel 1960 aveva cominciato ad avere un ruolo in alcuni gruppi che si opponevano attivamente al governo cubano in un'organizzazione che si chiamava Riscatto Rivoluzionario Democratico e che era parte del Fronte Rivoluzionario Cubano, per sua stessa ammissione "una struttura fortemente appoggiata da Washington". La sua partecipazione a queste organizzazioni lo portò, nel 1960, a fare un viaggio a Miami per incontrarsi con l'anticastrista cubano Tony Varona e farsi mandare delle armi nell'Escambray, anche se non ottenne il risultato desiderato.
Di fronte alle gravissime accuse del governo cubano, spesso documentate con prove schiaccianti, Montaner si è sempre dichiarato innocente.

### L'insegnamento e l'attività giornalistica
Nel 1970 si è trasferito a Madrid, in una Spagna ancora sotto il regime di Francisco Franco. È stato professore universitario in differenti istituzioni dell'America Latina e degli Stati Uniti. Le università Francisco Marroquín (Guatemala), San Francisco (Quito) e l'Universidad Peruana de Ciencias Aplicadas (Perú) lo hanno nominato Visiting Professor.
A Madrid tiene solitamente un corso sulla Storia della Libertà presso l'Università Francisco de Vitoria.
Montaner ha vinto vari importanti premi e lavorato per riviste di fama internazionale. La rivista Poder stima in sei milioni il numero dei lettori che settimanalmente leggono i suoi editoriali. Nel 2007 ha ricevuto il Premio per la Tolleranza che viene concesso dalla Comunità Autonoma di Madrid. È tra i vicepresidenti dell'Internazionale liberale.
Nel 2012 viene pubblicato in Italia, il suo celebre romanzo La moglie del Colonnello, Edizioni Anordest, Villorba (Tv)

### La morte
Montaner è morto a Madrid per morte assistita il 30 giugno 2023, dopo che gli era stata diagnosticata una malattia neurodegenerativa. Montaner ha scritto un articolo per la pubblicazione postuma, in cui spiega le sue motivazioni per aver scelto l'eutanasia e la città di Madrid come luogo di soggiorno nei suoi ultimi giorni, oltre a lanciare un appello a favore della libertà e dei diritti individuali. L'articolo è stato pubblicato dalla CNN en Español quattro giorni dopo la sua morte.